# Шинни, Грэм
Грэм Шинни (англ. Graeme Shinnie; родился 4 августа 1991 года в Абердине, Шотландия) — шотландский футболист, защитник клуба «Абердин» и сборной Шотландии.
У Грэма есть старший брат — Эндрю, также профессиональный футболист.

## Клубная карьера
Шинни — воспитанник клуба «Инвернесс Каледониан Тисл» из своего родного города. 26 сентября 2009 года в матче против «Партик Тисл» он дебютировал в шотландском Чемпионшипе. По итогам сезона клуб вышел в элиту. В 2010 году Шинни на правах аренды выступал за «Форрес Меканикс». Летом Грэм вернулся в «Инвернесс». 25 сентября в матче против «Сент-Миррена» он дебютировал в шотландской Премьер лиге. 27 августа 2011 года в поединке против «Килмарнока» Грэм забил свой первый гол за Инвернесс. В 2015 году он помог клубу завоевать Кубок Шотландии.
Летом 2015 года Шинни перешёл в «Абердин». 2 августа в матче против «Данди Юнайтед» он дебютировал за новую команду. 9 августа в поединке против «Килмарнока» Грэм забил свой первый гол за «Абердин».
Летом 2019 года Шинни перешёл в английский «Дерби Каунти», подписав контракт на 3 года. 5 октября в матче против «Лутон Тауна» он дебютировал в Чемпионшипе. 23 октября в поединке против «Уиган Атлетик» Грэм забил свой первый гол за «Дерби Каунти». В начале 2022 года Шинни перешёл в «Уиган Атлетик». 1 февраля в матче против «Оксфорд Юнайтед» он дебютировал за новый клуб. 
Во второй половине сезона 2022/23 Грэм вернулся в «Абердин» на правах аренды и помог команде занять третье место в Премьершипе. В июне 2023-о года стало известно о полноценном трансфере защитника в шотландскую команду. Так же защитник стал новым капитаном команды. 

## Международная карьера
30 мая 2018 года в товарищеском матче против сборной Перу Шинни дебютировал за сборной Шотландии.

## Достижения
Командные
 «Инвернесс Каледониан Тисл»
- Обладатель Кубка Шотландии — 2015